# Epinefrina (medicación)
Epinefrina, también conocida como adrenalina, es un medicamento y una hormona.  Como medicamento, se usa para tratar varias afecciones, como anafilaxia, paro cardíaco y sangrado superficial.  La epinefrina inhalada se puede usar para mejorar los síntomas del crup.  También se puede usar para el asma cuando otros tratamientos no son efectivos.  Se administra por vía intravenosa, por inyección en un músculo, por inhalación o por inyección justo debajo de la piel.
Los efectos secundarios comunes incluyen temblores, ansiedad y sudoración.  Puede producir un ritmo cardíaco rápido y presión arterial elevada.  En ocasiones, puede dar lugar a un ritmo cardíaco anormal.  Si bien la seguridad de su uso durante el embarazo y la lactancia materna no está clara, se deben tener en cuenta los beneficios para la madre.
La epinefrina es producida normalmente tanto por las glándulas suprarrenales como por ciertas neuronas.  Juega un papel importante en la respuesta de lucha o huida al aumentar el flujo de sangre a los músculos, la salida del corazón, la dilatación de la pupila y el azúcar en la sangre.  La epinefrina hace esto por sus efectos sobre los receptores alfa y beta.  Se encuentra en muchos animales y en algunos organismos celulares.
Jokichi Takamine aisló por primera vez la adrenalina en 1901.  Está en la Lista de medicamentos esenciales de la Organización Mundial de la Salud, los medicamentos más efectivos y seguros que se necesitan en un sistema de salud.  Está disponible como un medicamento genérico.  El costo mayorista en el mundo en desarrollo es de entre US$0,10 y 0,95 por frasco.  En los Estados Unidos, el costo del autoinyector más comúnmente usado para la anafilaxia fue de aproximadamente US$600 para dos unidades en 2016, mientras que una versión genérica costó aproximadamente US$140 para dos unidades.

## Usos médicos

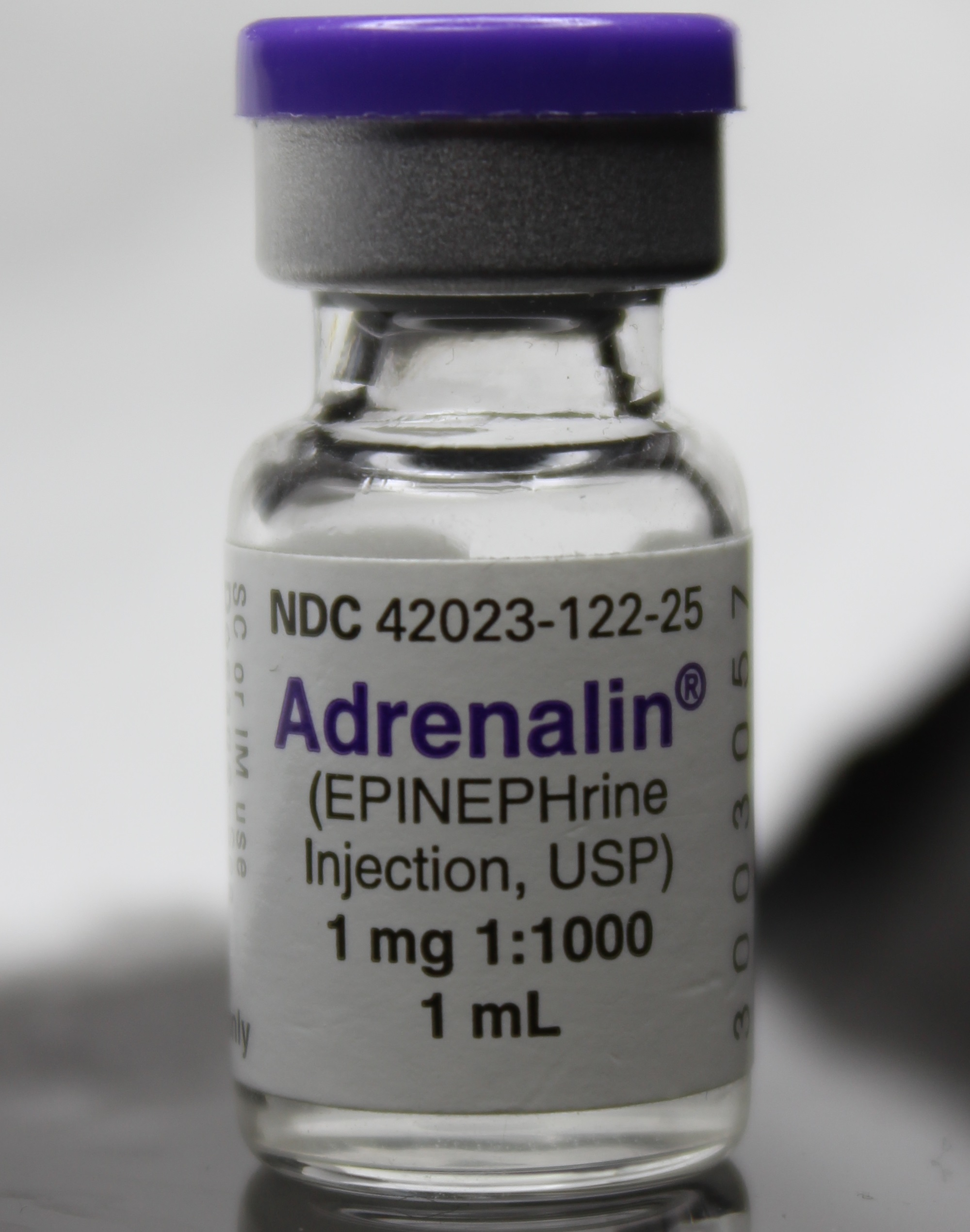
Ampolla de epinefrina 1 mg (adrenalina)

La epinefrina se usa para tratar una serie de afecciones que incluyen: paro cardíaco, anafilaxis y sangrado superficial.  Se ha usado históricamente para el broncoespasmo y la hipoglucemia, pero actualmente se prefieren los tratamientos más nuevos para estos que son selectivos para los receptores adrenérgicos β2 , como el salbutamol.[cita requerida]

### Problemas del corazón
Si bien la epinefrina se usa a menudo para tratar el paro cardíaco, no se ha demostrado que mejore la supervivencia a largo plazo o la función mental después de la recuperación.  Sin embargo, sí mejora el retorno de la circulación espontánea.  Cuando se usa, la epinefrina intravenosa generalmente se administra cada tres a cinco minutos en estos casos.
Las infusiones de epinefrina también se pueden usar para la bradicardia sintomática.

### Anafilaxia
La epinefrina es el fármaco de elección para tratar la anafilaxia.  Se utilizan diferentes concentraciones, dosis y vías de administración de epinefrina.[cita requerida]
El autoinyector de epinefrina de uso común ofrece una inyección de 0,3 mg de epinefrina (0,3 ml, 1:1000) y está indicado en el tratamiento de emergencia de reacciones alérgicas que incluyen anafilaxis a picaduras, agentes de contraste, medicamentos o personas con antecedentes de reacciones anafilácticas a los desencadenantes conocidos.  Se recomienda una dosis única para personas que pesan 30 kg o más, repetida si es necesario.  Un producto de menor potencia está disponible para los niños.
La inyección intramuscular puede ser complicada porque la profundidad de la grasa subcutánea varía y puede resultar en una inyección subcutánea, o se puede inyectar por vía intravenosa por error, o usar la potencia incorrecta.  La inyección intramuscular proporciona un perfil farmacocinético más rápido y más alto en comparación con la inyección subcutánea.

### Asma
La epinefrina también se utiliza como broncodilatador para el asma si los agonistas β2 específicos no están disponibles o no son efectivos.
Cuando se administra por vía subcutánea o intramuscular para el asma, una dosis adecuada es de 0,3 a 0,5 mg
Debido a la alta eficacia intrínseca (capacidad de unión al receptor) de la epinefrina, las altas concentraciones del fármaco causan efectos secundarios negativos cuando se trata el asma.  El valor del uso de epinefrina nebulizada en el asma aguda no está claro.

### Crup
La epinefrina racémica se ha utilizado históricamente para el tratamiento del crup.  Sin embargo, la epinefrina regular funciona igual de bien.  La adrenalina racémica es una mezcla 1:1 de los dos isómeros de la adrenalina.  La forma L es el componente activo.  La adrenalina racémica funciona mediante la estimulación de los receptores adrenérgicos alfa en la vía aérea, con la resultante vasoconstricción de la mucosa y la disminución del edema subglótico, y mediante la estimulación de los receptores adrenérgicos β, con la relajación resultante del músculo liso bronquial.

### Anestesia local
Cuando la epinefrina se mezcla con anestesia local, como bupivacaína o lidocaína, y se usa para anestesia local o inyección intratecal, prolonga el efecto de adormecimiento y el bloqueo motor de la anestesia hasta por una hora.  La epinefrina se combina frecuentemente con anestesia local y puede causar ataques de pánico.
La epinefrina se mezcla con cocaína para formar la solución de Moffett, utilizada en la cirugía nasal.

## Efectos adversos
Las reacciones adversas a la adrenalina incluyen palpitaciones, taquicardia, arritmia, ansiedad, ataque de pánico, cefalea, temblor, hipertensión y edema pulmonar agudo.  El uso de gotas oculares a base de epinefrina, comúnmente utilizadas para tratar el glaucoma, también puede conducir a la acumulación de pigmentos de adrenocromo en la conjuntiva, el iris, el cristalino y la retina.
En raras ocasiones, la exposición a la epinefrina administrada por vía médica puede causar miocardiopatía de Takotsubo.
El uso está contraindicado en personas con bloqueadores β no selectivos, ya que puede provocar hipertensión grave e incluso hemorragia cerebral.

## Mecanismo de acción
| Órgano    | Efectos                             |
| --------- | ----------------------------------- |
| Corazón   | Aumenta la frecuencia cardíaca.     |
| Pulmones  | Aumenta la frecuencia respiratoria. |
| Sistémico | Vasoconstricción y vasodilatación.  |
| Hígado    | Estimula la glucogenólisis.         |
| Sistémico | Dispara la lipolisis.               |
| Sistémico | Contracción muscular.               |

La epinefrina actúa uniéndose a una variedad de receptores adrenérgicos.  La epinefrina es un agonista no selectivo de todos los receptores adrenérgicos, incluidos los principales subtipos α1, α2, β1 , β2 y β3.  La unión de la epinefrina a estos receptores desencadena una serie de cambios metabólicos.  La unión a los receptores α-adrenérgicos inhibe la secreción de insulina por el páncreas, estimula la glucogenólisis en el hígado y el músculo, y estimula la glucólisis e inhibe la glucogénesis mediada por la insulina en el músculo. La unión del receptor β adrenérgico desencadena la secreción de glucagón en el páncreas, el aumento de la secreción de hormona adrenocorticotrópica (ACTH) por la glándula pituitaria y el aumento de la lipólisis por el tejido adiposo.  En conjunto, estos efectos conducen a un aumento de la glucosa en sangre y de los ácidos grasos, que proporcionan sustratos para la producción de energía dentro de las células en todo el cuerpo.  En el corazón, las arterias coronarias tienen un predominio de los receptores β2, que causan la vasodilatación de las arterias coronarias en presencia de epinefrina.
Sus acciones son aumentar la resistencia periférica a través de la vasoconstricción dependiente del receptor α1 y aumentar el gasto cardíaco a través de su unión a los receptores β1.  El objetivo de reducir la circulación periférica es aumentar las presiones de perfusión coronarias y cerebrales y, por lo tanto, aumentar el intercambio de oxígeno a nivel celular.  Mientras que la epinefrina aumenta la presión de la circulación aórtica, cerebral y carotídea, disminuye el flujo sanguíneo de la carótida y los niveles de CO2 o ETCO2 de la fase final.  Parece que la epinefrina puede mejorar la macrocirculación a expensas de los lechos capilares donde se lleva a cabo la perfusión real.

## Historia
Los extractos de la glándula suprarrenal fueron obtenidos por primera vez por el fisiólogo polaco Napoleon Cybulski en 1895.  Estos extractos, que él llamó nadnerczyna, contenían adrenalina y otras catecolaminas.  El oftalmólogo estadounidense William H. Bates descubrió el uso de adrenalina para cirugías oculares antes del 20 de abril de 1896.  El químico japonés Jokichi Takamine y su asistente Keizo Uenaka descubrieron la adrenalina en forma independiente en 1900.  En 1901, Takamine aisló y purificó exitosamente la hormona de las glándulas suprarrenales de ovejas y bueyes.  Friedrich Stolz y Henry Drysdale Dakin sintetizaron la adrenalina por primera vez en el laboratorio, de forma independiente, en 1904.

## Sociedad y cultura

### Costo
El costo mayorista de la epinefrina en el mundo en desarrollo es de entre US$0,10 y 0,95 por frasco.

### Nombres comerciales
Las marcas comunes incluyen:
- Asthmanefrin
- Micronefrina
- Nefrona
- VapoNefrin

### Formas de entrega
La epinefrina está disponible en un sistema de administración de autoinyector.
Hay un inhalador de dosis medida de epinefrina que se vende sin receta en los Estados Unidos para el alivio del asma bronquial.  Fue introducido en 1963 por Armstrong Pharmaceuticals.  En 2008, la Administración de Alimentos y Medicamentos (FDA) anunció que los inhaladores, que contienen clorofluorocarbonos (CFC), no cumplían con las regulaciones ambientales del Protocolo de Montreal y, por lo tanto, no podían fabricarse ni venderse después del 31 de diciembre de 2011.  En abril de 2013, después de completar varios años de ensayos, Armstrong Pharmaceuticals presentó una Solicitud de nuevo medicamento a la FDA para una versión con hidrofluoroalcano (HFA).
Una concentración común para la epinefrina es una solución de epinefrina al 2,25%, que contiene 2,25 g/100 ml o 2,25 mg/ml.  Mientras que una solución al 1% se utiliza típicamente para la aerosolización.
- Adultos: 0,5 a 0,75 ml de una solución al 2,25% en 2,0 ml de solución salina normal.[52]
- Pediatría: 0,25 a 0,75 ml de una solución al 2,25% en 2,0 ml de solución salina normal.[53]